# VODO
VODO je alternativní filmový online distributor, který využívá svobodných licencí Creative Commons a P2P služeb. 

## Princip
VODO zaštiťuje tvůrce filmů, dokumentů a seriálů, kteří nejsou financováni mainstreamovými studii. Tento obsah je následně sdílen výměnnými technologiemi jako je BitTorrent. 
Projekty jsou financovány na principu dobrovolnosti (stejně jako např. Wikipedie). U každého díla je možnost přispět (a navíc ještě mnoha různými metodami) a některá díla jsou financována jakýmsi předprodejem. Takto byl tvořen např. sci-fi seriál Pioneer One. Před natočením epizody byl vždy zveřejněn rozpočet (cílová částka) a počkalo se až se prostřednictvím darů vybere dost. Ihned po natočení byl díl k dispozici všem bez jakýchkoliv omezení (či reklam).